# Партия Нородома Ранарита
Партия Нородома Ранарита (кхмер. គណបក្ស នរោត្ដម រណឫទ្ធិ) — камбоджийская политическая партия 2006—2014 годов. Была возглавлена принцем Нородомом Ранаритом после его исключения из ФУНСИНПЕК. Являлась персональным политическим проектом Ранарита. Придерживалась консервативно-монархических позиций. Прекратила самостоятельное существование при возвращении Ранарита в ФУНСИНПЕК.

## Создание и программа
В сентябре 2006 года принц Нородом Ранарит под давлением Нхек Бун Чхая и его сторонников был смещён с поста председателя ФУНСИНПЕК, лишён депутатского мандата и исключён из партии. Спустя два месяца сторонники Ранарита, объединённые в Партию кхмерского национального фронта, приняли название Партия Нородома Ранарита и избрали принца председателем. В руководство новой партии вступил также сводный брат Ранарита принц Нородом Чакрапонг.
Программно-идеологические установки партии в целом повторяли монархическую доктрину ФУНСИНПЕК. Основное различие заключалось в лидерской роль принца Ранарита. Делались также выраженные акценты на националистические лозунги, требования экономической самостоятельности Камбоджи и защиту памятников кхмерской истории и культуры (особенно в плане пномпеньского градостроительства).
Кроме того, в программе партии выдвигались социальные требования — повышения минимальной заработной платы, улучшения жилищных условий масс. Содержались также призывы к политической демократизации, верховенству закона и соблюдению прав человека, реформированию судебной системы. Критиковались «правители, думающие только о власти и деньгах» — по смыслу это касалось правящей Народной партии (НПК) Хун Сена.

## Политические зигзаги
На выборах в Национальную ассамблею 2008 года Партия Нородома Ранарита выступала в оппозиционном альянсе с Партией Сам Рейнси, ФУНСИНПЕК и Партией прав человека. За сторонников Ранарита проголосовали почти 338 тысяч избирателей (5,7 %) — что оказалось несколько выше поддержки ФУНСИНПЕК, но гораздо ниже показателей Сам Рейнси. Партия получила 2 парламентских мандата.
В октябре 2008 Нородом Ранарит после коррупционных обвинений в очередной раз изъявил намерение оставить политическую деятельность (при этом он призвал своих сторонников поддерживать правительство Хун Сена). Руководители партии обратились к королю Нородому Сиамони с просьбой помиловать Ранарита. Партия приняла название Националистической. Лидером партии стал Чхим Сиек Ленг, ранее первый заместитель Ранарита.

## Возвращение в ФУНСИНПЕК
С конца 2010 года Нородом Ранарит вернулся в политику и снова возглавил партию, восстановившую прежнее название. Начались длительные переговоры о возвращении Ранарита в ФУНСИНПЕК и слиянии двух партий.
В марте 2014 года принц Ранарит основал Общество роялистской народной партии, позиции которой были восприняты как «подобострастие к правящей НПК». Через месяц Партия Нородома Ранарита (Националистическая партия) была официально распущена. В январе 2015 года Нородом Ранарит восстановил своё членство в ФУНСИНПЕК и был избран председателем.